# Thinophilus depressus
Thinophilus depressus är en tvåvingeart som beskrevs av Van Duzee 1926. Thinophilus depressus ingår i släktet Thinophilus och familjen styltflugor.
Artens utbredningsområde är Utah. Inga underarter finns listade i Catalogue of Life.